# 徳島県立徳島中央高等学校
徳島県立徳島中央高等学校（とくしまけんりつ  とくしまちゅうおうこうとうがっこう）は徳島県徳島市北矢三町に立地する定時制と通信制がある定通独立校である。定時制は午前・午後・夜間の三部制である。定時制(昼間・夜間)には普通科、通信制には普通科・衛生看護科が設置されている。制服はあるが着用は自由で私服でも通学できる。生徒数は定時制と通信制を合わせると1600人を超え、県下で一番生徒数が多い高校である。

## 過去にあった学科
- 定時制（夜間部のみ）
  - 商業科
  - 技能連携科
  - 機械科
  - 電気科
  - 建築科

(機械科・電気科・建築科は、徳島県立徳島科学技術高等学校に移管)
- 通信制
  - 家政科

## 沿革
- 1978年（昭和53年）1月 徳島県立徳島中央高等学校設置
- 1978年（昭和53年）4月 開校
- 1981年（昭和56年）4月 定時制課程・徳島県立徳島職業訓練校と技能連携措置開始（技能連携科導入）
- 1998年（平成10年）4月 定時制課程・昼間部普通科設置／夜間部商業科の募集停止／2学期制・単位制・3修制導入
  - 通信制課程・単位制と3修制導入／家政科廃止
- 2001年（平成13年）4月 定時制課程・商業科廃止
- 2003年（平成15年）4月 定時制課程・徳島県立徳島職業訓練校と技能連携措置終了（技能連携科廃止）
- 2005年（平成17年）4月 スクールカウンセラー設置
- 2009年（平成21年）4月 定時制夜間部・工業科(機械科・電気科・建築科)が、徳島県立徳島科学技術高等学校に移管され廃止となる。

## 部活動
- 陸上競技部・バレーボール部・バドミントン部は、全国高等学校定時制通信制体育大会にも出場している。
  - 陸上競技部は全国大会で、女子100m・200m準決勝（定時制夜間部）、男子100m・走幅跳・三段跳等（定時制昼間部）で優勝。
  - バレーボール部（定時制夜間部）において全国大会ベスト8に進んだ。
  - ウェイトリフティング部は国体出場した生徒がいる。
  - 通信制に設置されている「演劇ビデオ制作部」は、全国映画甲子園で女子演技賞を受賞した。

## その他
現在は、給食は無い。
- 定時制夜間部のみ給食があり希望者は申請することで食べられる。定職に就いていれば少し安い値段で食べることが可能。
  - 給食の時間は、17:00～17:45と18:25～18:45の2回ある
- 定職に就きながら学べるということで、自動車や原付での登校が許可されている。そのため車両検査がある。
  - ただし、通信制の生徒においては、毎週木曜日は自動車・バイクの通学が認められていない。
- 夏休み頃になると、家庭訪問と同時に職場訪問も実施されている
- 体育祭は定時制・通信制と別で行なうが、文化祭は定時制・通信制共に合同で行なう。
- 2021年（令和3年）4月開校にした都道府県立としては初の公立夜間中学校・徳島県立しらさぎ中学校は、本校校舎の一部を使用する。

## アクセス
- 徳島県立しらさぎ中学校#アクセスを参照